# 寒亭区
寒亭区是山东省潍坊市下辖的一个市辖区。位於山東省中部偏東，北瀕渤海萊州灣，南與坊子區、濰城區接壤，東界昌邑市，西抵壽光市。寒亭区为潍坊特产潍县萝卜的产地。區人民政府駐富亭街2969號。

## 历史沿革
上古时期属寒国。王莽建立新朝后，“凡古国皆立亭，且崇其封识”，古寒国改称寒亭，寒亭因此而得名，延续至今。
1983年10月，撤销潍县建制，设立寒亭区，隶属同年设立的地级潍坊市。

## 行政区划
寒亭区下辖7个街道办事处：
寒亭街道、开元街道、固堤街道、央子街道、大家洼街道、高里街道和朱里街道。

## 人口
2020年末，根據第七次全国人口普查結果顯示：全区常住人口为334403人。 与2010年第六次全国人口普查的302316人相比，十年增加32087人，增长10.61%，年平均增长率为1.01%。 全区共有家庭户119823户，集体户3306户，家庭户人口为323889人，集体户人口为10514人。
2021年末，寒亭區常住人口47.11萬人。
2022年末，寒亭區總人口42萬。

## 交通
- 206国道过境。